# Manfred Molzberger
Manfred Molzberger (* 27. Januar 1936 in Gummersbach; † 1. März 2003 ebenda) war ein deutscher Leichtathlet und Olympiateilnehmer. Er war mehrfacher deutscher Meister im Weitsprung.
Der Sportler vom TSV 1888 Dieringhausen errang im Jahr 1956 mit 7,59 m seine erste Deutsche Meisterschaft. Schon vorher entwickelte er sich zu einem der besten Weitspringer seiner Zeit und wurde 1954 Deutscher Jugendmeister im Weitsprung.
Von 1956 bis 1959 gewann Manfred Molzberger vier aufeinanderfolgende Deutsche Meisterschaften sowie drei Hallentitel im Weitsprung. Er nahm 1958 an den Europameisterschaften in Stockholm und 1960 an den Olympischen Spielen in Rom teil. Dort belegte er Platz neun mit einer Weite von 7,49 m.
1959 wechselte er von der SG Olympia Oberberg zum ASV Köln. Die letzte Medaille seiner Laufbahn war die Bronzemedaille der Deutschen Meisterschaften 1962.
Seine persönliche Bestleistung mit 7,84 m erreichte er 1960 im Rahmen eines Länderkampfes gegen die Schweiz.
Er hatte bei einer Größe von 1,88 m ein Wettkampfgewicht von 77 kg.